# 킷 펠로
킷 펠로(Kit Fellow, 1973년 8월 28일 ~ )는 미국의 야구 선수이자, 전 KBO 리그 롯데 자이언츠의 외국인 선수이다.